# محمد نادر أونال
محمد نادر أونال (بالتركية: Mehmet Nadir Ünal)‏ (مواليد 13 يناير 1993) هو ملاكم تركي، مثّل بلاده في الألعاب الأولمبية الصيفية 2016.

## روابط خارجية
محمد نادر أونال على موقع اللجنة الأولمبية الدولية (الإنجليزية)
- محمد نادر أونال على موقع أوليمبيديا (الإنجليزية)
- محمد نادر أونال على موقع اللجنة الأولمبية التركية (التركية)